# José María Martínez y Sánchez-Arjona
José María Martínez y Sánchez-Arjona, X Marquès de Paterna del Campo (Navalmoral de la Mata, 7 de febrer de 1905 - Madrid, 29 de desembre 1977) fou un polític espanyol, ministre d'habitatge durant el franquisme.

## Biografia
Era fill d'Anacleto Martínez Cuesta i Isabel Sánchez-Arjona y Vargas-Zúñiga, IX Marquesa de Paterna del Campo. Fou nomenat procurador en Corts el 1952 com a cap del Sindicato Nacional del Textil i després com a Conseller Nacional del Movimiento. El 1958 va rebre el títol de marques de Paterna del Campo en morir la seva mare. L'abril de 1960 va substituir José Luis Arrese Magra com a Ministre d'Habitatge, càrrec que va ocupar ininterrompudament fins a octubre de 1969. La seva gestió es va caracteritzar per un cert laissez faire en qüestions urbanístiques.